# 松崎健夫
松崎 健夫（まつざき たけお、1970年8月8日 - ）は、日本の映画評論家。兵庫県神戸市出身。
東京芸術大学大学院映像研究科映画専攻修了。日本映画ペンクラブ会員。

## 来歴
映画・テレビ・ラジオの現場を経て、映画専門の執筆業に転向した。
2011年に『WOWOW映画王選手権』で優勝し、WOWOW公認・初代映画王となる。それを機に、ニコニコ動画のWOWOW公式チャンネルで放送していた『WOWOWぷらすと』で添野知生、堺三保らと映画解説を担当していた。
活動当初は肩書きを映画文筆家としていたが、2015年1月21日『WOWOWぷらすと』番組内で肩書きを変更して映画評論家と名乗る旨、映画評論家の町山智浩の前で宣言する。以後、同年8月8日より肩書きを映画評論家としている。
『キネマ旬報』『SFマガジン』『ELLE』『リアルサウンド映画部』『映画.com』などに寄稿し、『ヒッチコック／トリュフォー』をはじめとする映画の劇場用パンフレットにも映画評を多数寄稿している。
『ELLE ONLINE』にて「松崎健夫の映画ゼミ」を2019年まで連載した。
米粒写経の『ガラパゴスイッチ』では、居島一平、サンキュータツオと『刑事コロンボ』、クリント・イーストウッドをテーマにトークを展開した。
2017年に『ベストヒットUSA』のスピンオフ番組『ベストシネマUSA』に出演し、「小林克也が選ぶアメリカ映画TOP20」を紹介。小林克也から「タケちゃんは普通の評論家じゃないね」と評される。
2021年1月より、添野知生とともに、YouTubeにて『そえまつ映画館』を配信開始。

## 審査員等の活動
田辺・弁慶映画祭には映画検定審査員として第1回から参加。第5回からの作品選定を経て、第11回からはコンペティション部門特別審査員を務める。京都国際映画祭クリエイターズ・ファクトリー「エンターテインメント映像部門」、ぴあフィルムフェスティバル PFFアワード日本映画ペンクラブ賞などでも審査員を務めている。
第27回東京国際映画祭より設立された、WOWOW加入者より選抜された選考委員によって選ばれるWOWOW賞において第27、28、29回と選考委員のアドバイザーを務める。
エル シネマ大賞審査員も務める。
2016年より2019年の途中まで『キネマ旬報』にて、新作映画批評の星取りREVIEWを担当
。キネマ旬報ベスト・テン選考委員も務めた。

## 映画イベントへの参加
2012年11月に中目黒で開催された映画の無料上映プロジェクト「中目黒シネマズ」と、これをベースとして2013年1月からスタートしたイベント「ナカメキノ」でトークショーを行う。
2012年よりキネカ大森にて名画上映企画「松崎ブラザーズのイマコレ！」を定期開催する（終了時期不明）。放送作家松崎まこととのコンビ“松崎ブラザーズ”の〈松崎B〉として映画深掘りトークを展開する内容だった。また、同館でもぎり嬢として臨時出勤している女優の片桐はいりと「もぎり＆トークショー」を不定期に開催していた。
映画公開記念や試写会のトークイベントに多数登壇し、映画史的な観点や撮影現場経験を基にした技術的な視点から作品を解説する。『岡本喜八監督　命日13回喜！特集』や『海辺のリア』初日舞台挨拶では司会を務め仲代達矢らと登壇した。『散歩する侵略者』『予兆　散歩する侵略者』『ダゲレオタイプの女』のトークイベントでは、東京芸術大学大学院の恩師にあたる監督の黒沢清と登壇した。

## 番組出演

### テレビ
- ZIP!（日本テレビ、毎週水曜「チューモーク！」不定期出演）[29]
- WEEKEND HIPS（TOKYO MX、映画解説）[30]
- Japanぐる〜ヴ（2016年12月3日〜、BS朝日）[31]
- ベストシネマUSA（2017年6月28日、BS朝日『ベストヒットUSA』のスピンオフ番組）[32]
- 国際放送2016（2016年7月4日、NHK-BS1）[33]
- 雨上がりの「Aさんの話」〜事情通に聞きました！〜（2016年4月26日、朝日放送）[34]

### WOWOW
- WOWOWぷらすと[35]：2016年7月19日には配信1000回を迎え、うち234回出演している。
- シネマの世代 〜名作シェアハウスへようこそ！〜（監修）
- 映画工房
- TOUCH!WOWOW2012♪Webちゃんねる＠ニコファーレ（2012年11月3日）[36]
- 濃厚、シネマトーク[37]
- 洋楽主義 #43 ビョーク[38]
- パンクな夜にしやがれ！（2013年6月22日）[39]
- ラウド・メタル・ナイト[40]
- 金曜カーソル[41]
- THE INTERVIEWS（WOWOW動画内）[42]

### ラジオ
- シン・ラジオ -ヒューマニスタは、かく語りき- (bayfm、2022年4月5日 - 、毎週火曜16:00 - 19:00、月1回出演)
- よんぱち 48hours 〜WEEKEND MEISTER〜（2015年1月9日、2015年5月15日、2016年3月４日、2016年７月8日、2016年10月14日、2017年１月6日、2017年3月３日、2017年７月７日、TOKYO FM）[43][44][45][46][47][48][49]
- ごめんね そして、ありがとう〜音楽にのせて送る2014年のメッセージ〜（2014年12月31日、ニッポン放送）[50]
- 大谷ノブ彦 キキマス!（ニッポン放送）
- Good Job ニッポン（2014年3月25日、ニッポン放送）[51]
- I A.M.「MY FIT MOVIES」（2014年4月14日 - 2015年3月31日、J-WAVE）[52]
- TOKYO MORNING RADIO（2015年2月23日、2016年６月14日、2017年１月9日、2017年4月10日〜13日、J-WAVE）[53][54][55]
- POP UP（2016年10月18日、2015年10月27日、J-WAVE）[56]
- 高橋みなみのこれから、何する？（2017年７月25日、TOKYO FM）[57]
- TOKYO FM WORLD（2017年５月10日 、TOKYO FM）[58]
- EVENING RUSH （2016年10月26日、FM FUJI）[59]
- PUMP UP RADIO（2016年2月24日、FM FUJI）[60]

### ネット番組
- シネマのミカタ 映画用語解説コーナー担当（2017年４月５日〜）[61]
- 『ダンケルク』IMAX完成披露試写会LIVEレポート（2017年8月10日）[62]

## 関連書籍
- 井上健一・松崎健夫・山下慧『現代映画用語事典』キネマ旬報社（2012年5月17日） [63]
- 大林宜彦他『午前十時の映画祭 何度見てもすごい５０本 プログラム』 キネマ旬報社（2010年7月31日）[64]
- 『午前十時の映画祭 何度見てもすごい50本 Series2 青の50本 プログラム』 キネマ旬報社（2011年2月7日）[65]
- 『山田洋次監督が選んだ日本の名作１００本 家族編 ガイドブック』 キネマ旬報社（2011年7月29日）[66]
- 『映画感想文に挑戦しよう こどもと見たい映画ガイド2014』 キネマ旬報社（2014年7月28日）[67]
- 映画翻訳家協会編『字幕翻訳者が選ぶオールタイム外国映画ベストテン』 ACクリエイト（2011年12月17日）[68]
- ACBooks編『映画撮影監督が選ぶオールタイム外国映画ベストテン』ACクリエイト（2012年9月28日）[69]
- 入江悠他『観ずに死ねるか！傑作ドキュメンタリー88〜総勢73人が語る極私的作品論〜』鉄人社（2013年4月6日） [70]
- 板谷由夏他『観ずに死ねるか ! 傑作青春シネマ邦画編』鉄人社（2015年5月10日）[71]
- 荒井晴彦他『観ずに死ねるか！傑作絶望シネマ88』鉄人社（2015年6月14日、24-25、88-89、250-252頁）[72]
- 『観ずに死ねるか！傑作音楽シネマ』鉄人社（2016年7月29日）[73]
- 『私たちが愛した80年代洋画』辰巳出版（2016年8月9日）[74]